# Coenotephria uniformis
Coenotephria uniformis là một loài bướm đêm trong họ Geometridae.